# NGC 2780
NGC 2780 је спирална галаксија у сазвежђу Рис која се налази на NGC листи објеката дубоког неба.
Деклинација објекта је + 34° 55' 32" а ректасцензија 9h 12m 44,3s. Привидна величина (магнитуда) објекта NGC 2780 износи 13,4 а фотографска магнитуда 14,3. Налази се на удаљености од 32,9000 милиона парсека од Сунца. NGC 2780 је још познат и под ознакама UGC 4843, MCG 6-20-47, CGCG 180-57, KUG 0909+351, PGC 25967.